# Will Stone
Will Stone est un homme politique britannique, membre du parti travailliste qui est député de Swindon Nord depuis 2024. Il est né à Swindon et était un fusilier de l'armée. Après avoir quitté l'armée, il dirige une salle de jiu-jitsu brésilien. Il est élu conseiller au conseil municipal de Swindon Borough (en) pour le ward de Rodbourne Cheney (en), en 2022.